# 埼玉ドライブナビゲーション
『埼玉ドライブナビゲーション』（さいたまドライブナビゲーション）は、2004年10月8日から2007年9月27日までテレビ埼玉で放送されていた旅番組である。全151回。
番組は、西山浩司と歴代の女性アシスタントが埼玉県内各地の店や観光名所を訪ねる模様を放送していた。
番組公式サイトに設けられていた「○○のドライブ日記」（○○内には、番組出演者のいずれかの名前が入る）のコーナーでは、番組で放送されなかった未公開映像の配信が行われていた。iモード版の公式サイトでは、FOMA端末向けの動画配信に加えて女性アシスタントのiショット配信も行われていた。

## 放送時間
いずれも日本標準時。
最初の半年間は深夜番組として放送されていたが、2005年春の改編でプライムタイムでの放送となった。また、2006年春の改編で放送曜日が変更された。放送時間の変動があったのは本放送のみで、再放送は一貫して土曜昼の時間帯に行われていた。

### 本放送
- 金曜 23:45 - 土曜 0:00（2004年10月8日 - 2005年3月25日）[3]
- 金曜 22:15 - 22:30（2005年4月8日 - 2006年3月31日）[4]
- 木曜 21:45 - 22:00（2006年4月6日 - 2007年9月27日）[5]

### 再放送
- 土曜 12:00 - 12:15（2004年10月9日 - 2007年9月29日）[6]

## 出演者
- ナビゲーター：西山浩司
- アシスタント：原愛河（初代）、西尾はるな（2代目）、石井あみ（3代目。2006年10月 - 2007年9月）

## スタッフ
- ナレーター：定本正志（当時テレビ埼玉アナウンサー）[7]

## エンディングテーマ
- tomorrow（THE LOCAL ART）
- ホライズン（ZILCONIA）
- 初恋のカケラ（THE ポッシボー）
- バイバイさよなら★ありがとう（コンコンジャンプ）